# Mojave phone booth
Die Mojave Phone Booth wurde als die „einsamste Telefonzelle der Welt“ bekannt. Sie stand von 1948 bis 2000 inmitten der Mojave-Wüste, 12 Kilometer westlich der Ortschaft Baker (Kalifornien).

## Geschichte
Die Telefonzelle wurde 1948 aufgestellt, um den Arbeitern des nahegelegenen Abbaus von Vulkanschlacke die Möglichkeit zum Telefonieren zu bieten. Grundlage war ein Programm des Staates Kalifornien, das auch Menschen an entlegenen Orten Zugang zum Telefonnetz ermöglichen sollte. Das ursprüngliche Kurbeltelefon wurde in den 1960er Jahren durch einen Münzfernsprecher ersetzt. Für den Wählscheibenapparat kam dann in den 1970ern ein Tastentelefon.
Die ursprüngliche Nummer der Telefonzelle war BAker-3-9969. Als 1947 Telefonvorwahlen eingeführt wurden, galt für die Zelle wie für ganz Südkalifornien die Vorwahl 213. Ab 1951 war die Vorwahl der Zelle 714, ab 1982 dann die 619. In ihren letzten Jahren hatte die Telefonzelle die Vorwahl 760.
1997 las Godfrey Daniels aus Arizona einen Leserbrief in einem Untergrundmagazin, in dem die Telefonzelle mitsamt Standort und Telefonnummer (619-733-9939) erwähnt wurde. Daniels schuf daraufhin eine Webpräsenz für die Mojave Phone Booth. Als die New York Times darüber berichtete, wurde die Telefonzelle zum Internetphänomen. Die Zelle wurde immer wieder angerufen, und Besucher kampierten dort, um eventuelle Anrufe entgegenzunehmen. Mit der Zeit bedeckten immer mehr Graffiti die Telefonzelle.

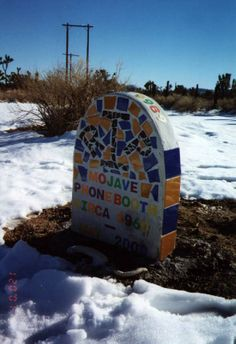
Grabstein für die Mojave Phone Booth

Am 17. Mai 2000 wurde die Telefonzelle abgebaut, zum Schutz der Umwelt, da der Tourismus überhandnahm. Später wurde ein Gedenkstein für die Mojave Phone Booth aufgestellt, der jedoch wieder entfernt wurde.
Inspiriert von der Mojave Phone Booth entstanden der Kurzfilm Dead Line (1999), die Kurzdokumentation Mojave Mirage (2001) und der Spielfilm Mojave Phone Booth (2006). 2018 erschien das Sachbuch Adventures with the Mojave Phone Booth, die vollständige Geschichte der Telefonzelle.
Die ehemalige Telefonnummer der Mojave Phone Booth +1-760-733-9969 wird heute von Telefon-Phreaks betrieben und kann via Anruf, SMS oder Signal kontaktiert werden.